# Tiếng Hy Lạp
Hy Lạp (Tiếng Hy Lạp hiện đại: ελληνικά [eliniˈka], elliniká, hoặc ελληνική γλώσσα [eliniˈci ˈɣlosa] ⓘ, ellinikí glóssa) là một ngôn ngữ Ấn-Âu, bản địa tại Hy Lạp, Tây và Đông Bắc Tiểu Á, Nam Ý, Albania và Síp. Nó có lịch sử ghi chép dài nhất trong tất cả ngôn ngữ còn tồn tại, kéo dài 34 thế kỷ. Bảng chữ cái Hy Lạp là hệ chữ viết chính để viết tiếng Hy Lạp; vài hệ chữ khác, như Linear B và hệ chữ tượng thanh âm tiết Síp, cũng từng được dùng. Bảng chữ cái Hy Lạp xuất phát từ bảng chữ cái Phoenicia, và sau đó đã trở thành cơ sở cho các hệ chữ Latinh, Kirin, Armenia, Copt, Goth và một số khác nữa.
Tiếng Hy Lạp có một vị trí quan trọng trong lịch sử Thế giới phương Tây và Kitô giáo; nền văn học Hy Lạp cổ đại có những tác phẩm cực kỳ quan trọng và giàu ảnh hưởng lên văn học phương Tây, như Iliad và Odýsseia. Tiếng Hy Lạp cũng là ngôn ngữ mà nhiều văn bản nền tảng trong khoa học, đặc biệt là thiên văn học, toán học và logic, và triết học phương Tây, như những tác phẩm của Aristoteles, được sáng tác. Tân Ước trong Kinh Thánh được viết bằng tiếng Hy Lạp Koiné.
Vào thời cổ đại Hy-La (Hy Lạp-La Mã), tiếng Hy Lạp là một lingua franca, được sử dụng rộng rãi trong vùng ven Địa Trung Hải. Nó trở thành ngôn ngữ chính thức của Đế quốc Byzantine, rồi phát triển thành tiếng Hy Lạp Trung Cổ. Dạng hiện đại là ngôn ngữ chính thức của hai quốc gia, Hy Lạp và Síp, là ngôn ngữ thiểu số được công nhận tại bảy quốc gia khác, và là một trong 24 ngôn ngữ chính thức của Liên minh châu Âu. Ngôn ngữ này được nói bởi hơn 13 triệu người tại Hy Lạp, Síp, Ý, Albania, và Thổ Nhĩ Kỳ.

## Lịch sử
Tiếng Hy Lạp đã được nói trên bán đảo Balkan từ khoảng thiên niên kỷ 3 TCN, hay thậm chí sớm hơn nữa. Bằng chứng chữ viết cổ nhất của tiếng Hy Lạp được biết đến là một tấm bảng đất sét Linear B tìm thấy tại Messenia có niên đại khoảng năm 1450 đến 1350 TCN, khiến tiếng Hy Lạp trở thành ngôn ngữ cổ nhất còn tồn tại. Trong số các ngôn ngữ Ấn-Âu, chỉ các ngôn ngữ Tiểu Á (Anatolia) có chữ viết cổ tương đương, nhưng chúng đều đã tuyệt chủng.

### Các thời kỳ

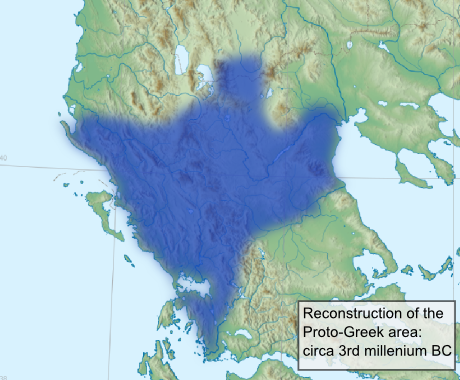
Vùng nói tiếng Hy Lạp nguyên thủy theo nhà ngôn ngữ Vladimir I. Georgiev.

Lịch sử tiếng Hy Lạp có thể được chia ra làm các thời kỳ sau:
- Tiếng Hy Lạp nguyên thủy: không được ghi nhận trực tiếp nhưng được cho là tổ tiên chung của tất cả các dạng tiếng Hy Lạp. Sự thống nhất của tiếng Hy Lạp nguyên thủy có lẽ kết thúc khi người Hy Lạp di cư đến bán đảo Hy Lạp vào thời đại đồ đá mới hoặc thời đại đồ đồng.[13]
- Tiếng Hy Lạp Mycenae: ngôn ngữ của nền văn minh Mycenae. Nó được ghi lại trên các tấm bảng đất sét Linear B từ thế kỷ XV TCN.
- Tiếng Hy Lạp cổ đại: với nhiều phương ngữ, đây là ngôn ngữ của thời kỳ Cổ xưa và Cổ điển của nền văn minh Hy Lạp cổ đại. Đây cũng là ngôn ngữ được biết đến rộng rãi khắp Đế quốc La Mã. Tiếng Hy Lạp sau đó sa sút tại Tây Âu vào thời Trung Cổ, nhưng vẫn là ngôn ngữ chính thức của Đế quốc Byzantine và được mang đến Tây Âu với các làn sóng nhập cư người Hy Lạp sau sự sụp đổ của thành Constantinopolis.
- Tiếng Hy Lạp Koiné: sự kết hợp của hai phương ngữ Ion và Attica (phương ngữ tại Athens) đã bắt đầu tiến trình tạo nên phương ngữ tiếng Hy Lạp "chung" đầu tiên, thứ mà sẽ trở thành lingua franca khắp Đông Địa Trung Hải và Cận Đông. Tiếng Hy Lạp Koiné có lẽ ban đầu được dùng trong quân đội và các vùng đất mà Alexandros Đại đế chinh phục. Sau quá trình Hy Lạp hóa, nó hiện diện trên một lãnh thổ kéo dài từ Ai Cập đến rìa Ấn Độ. Sau khi người La Mã chiếm được Hy Lạp, một tình trạng song ngữ tiếng Latinh và tiếng Hy Lạp xuất hiện tại Roma, và tiếng Hy Lạp trở thành ngôn ngữ thứ hai tại Đế quốc La Mã.
- Tiếng Hy Lạp Trung Cổ, cũng gọi là tiếng Hy Lạp Byzantine: sự tiếp nối của tiếng Hy Lạp Koiné tại Byzantine, cho tới khi Đế quốc Byzantine sụp đổ vào thế kỷ XV. Tiếng Hy Lạp Trung Cổ là một từ để chỉ bao quát một loạt các lối nói và viết khác nhau, từ dạng gần như đồng nhất với Koiné cho tới dạng gần tới tiếng Hy Lạp hiện đại ở nhiều nét, đến thứ tiếng Hy Lạp trí thức mô phỏng theo tiếng Hy Lạp Attica cổ điển.
- Tiếng Hy Lạp hiện đại:[14] Bắt nguồn từ tiếng Hy Lạp Trung Cổ. Đây là ngôn ngữ của người Hy Lạp hiện đại, có nhiều phương ngữ với một dạng chuẩn dùng chung.

## Phân bố địa lý

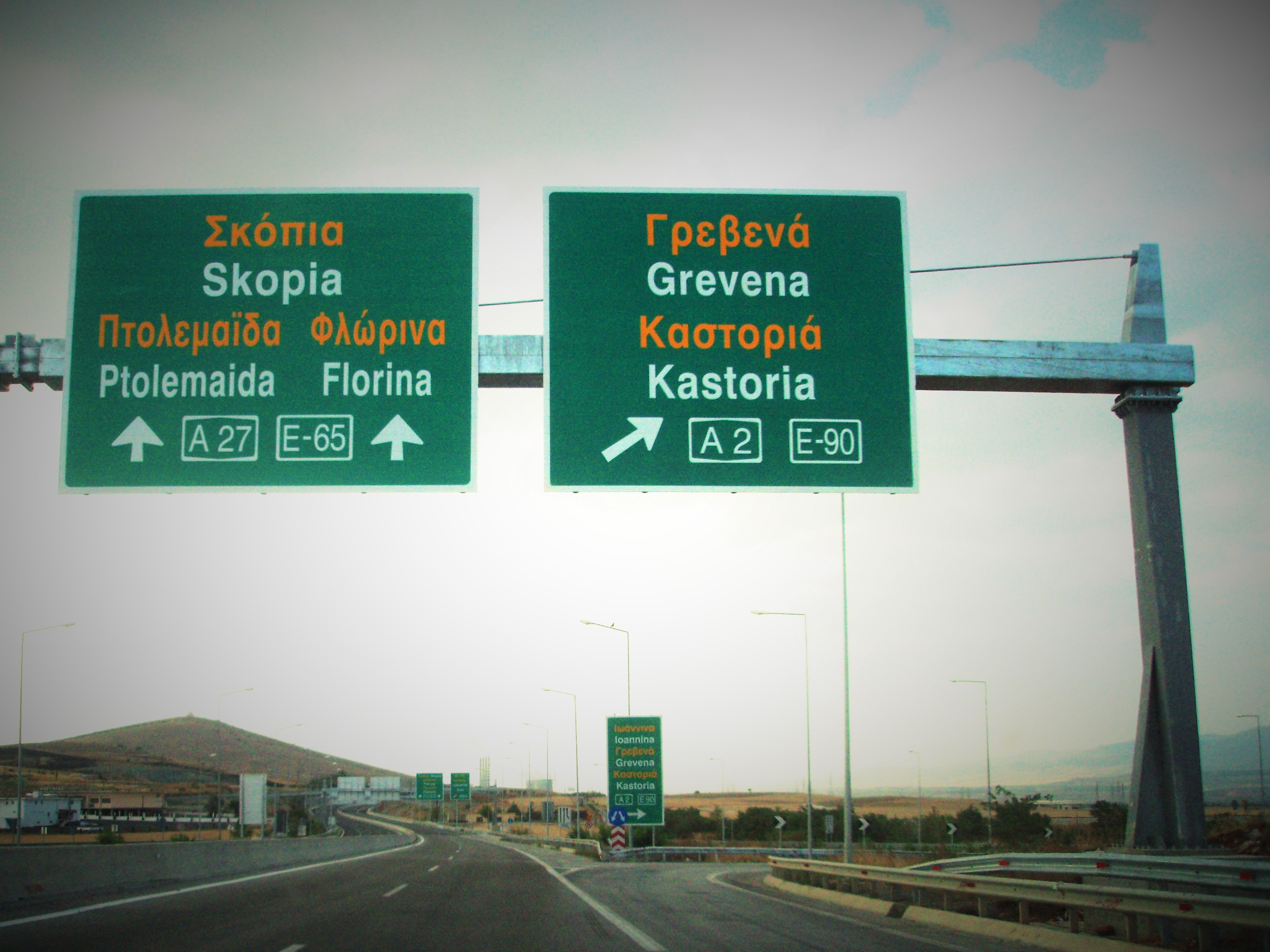
Biển chỉ đường, A27 Motorway, Hy Lạp

Bản đồ phân bố người có gốc gác Hy Lạp ở Hoa Kỳ (màu càng đậm càng tập trung nhiều người).

Tiếng Hy Lạp được nói bởi khoảng 13 triệu người, chủ yếu tại Hy Lạp, Albania và Síp, nhưng cũng hiện diện tại những nơi có kiều dân Hy Lạp. Có những điểm dân cư truyền thống nói tiếng Hy Lạp tại những nước gồm (quanh vùng biển đen) Bulgaria, Thổ Nhĩ Kỳ, Ukraina, Nga, Romania, Gruzia, Armenia, Azerbaijan, (quanh Địa Trung Hải) Ý, Syria, Israel, Ai Cập, Liban, và Libya. Kiều dân Hy Lạp có mặt ở Tây Âu và châu Mỹ, nhất là tại Vương quốc Liên hiệp, Đức, Canada, và Hoa Kỳ.

### Địa vị chính thức
Đây là ngôn ngữ chính thức của Hy Lạp, nơi gần như toàn dân số nói tiếng Hy Lạp. Nó cũng là ngôn ngữ chính thức của Síp (trên danh nghĩa là cùng với tiếng Thổ Nhĩ Kỳ). Vì Hy Lạp và Síp là thành viên Liên minh châu Âu, tiếng Hy Lạp là một trong 24 ngôn ngữ chính thức của tổ chức. Thêm nữa, tiếng Hy Lạp là ngôn ngữ thiểu số được công nhận tại vài vùng ở Nam Ý, và chính thức tại Dropull và Himara (Albania).

## Đặc điểm

### Ngữ âm
Trong suốt lịch sử, cấu trúc âm tiết của tiếng Hy Lạp ít thay đổi: cho phép các cụm phụ âm đầu hiện diện nhưng hạn chế về phụ âm cuối. Tiếng Hy Lạp hiện đại chỉ có nguyên âm miệng và phân biệt một số nhất định các phụ âm. Các thay đổi này chủ yếu diễn ra vào thời gian chuyển tiếp giữa Cổ Hy Lạp qua La Mã:
- đơn giản hóa hệ thống nguyên âm và nguyên âm đôi: sự phân biệt giữa nguyên âm dài và ngắn mất đi, nguyên âm đơn hóa đa số nguyên âm đôi và sự thay đổi dây chuyền về /i/ (iotacism).
- hai phụ âm tắc bật hơn vô thanh /pʰ/ và /tʰ/ trở thành các phụ âm xát vô thanh /f/ và /θ/; điều tương tự với /kʰ/ (biến thành /x/) có lẽ xảy ra sau đó.
- các âm tắt hữu thanh /b/, /d/, và /ɡ/ trở thành âm xát hữu thanh /β/ (sau đó thành /v/), /ð/, và /ɣ/.

### Hình thái
Bất kể thời kỳ nào, hình thái tiếng Hy Lạp luôn cho thấy một tập hợp phụ tố phái sinh đa dạng, một hệ thống từ ghép giới hạn nhưng mang tính năng sản và một hệ thống biến tố phức tạp. 

#### Danh từ, đại từ và tính từ
Đại từ phân biệt về ngôi (thứ nhất, thứ hai, và thứ ba), số (số ít, số đôi, và số nhiều ở các dạng cổ; số ít và số nhiều ở dạng hiện đại), và giống (giống đực, giống cái, và giống trung) và sự biên tố theo cách (sáu cách ở dạng cổ nhất và bốn cách ở dạng ngày nay). Danh từ, mạo từ và tính từ phải hợp với các thể loại ngữ pháp trên, trừ ngôi.

#### Động từ
|      | Tiếng Hy Lạp cổ đại                                             | Tiếng Hy Lạp hiện đại                                                                                |
| ---- | --------------------------------------------------------------- | --- |
| Ngôi | thứ nhất, thứ hai, và thứ ba                                    | thêm đại từ ngôi thứ hai tôn trọng                                                                   |
| Số   | số ít, số đôi, và số nhiều                                      | số ít, và số nhiều                                                                                   |
| Thì  | thì hiện tại, thì quá khứ và thì tương lai                      | thì quá khứ và phi quá khứ (thì tương lai được thể hiện bằng cấu trúc câu)                           |
| Thể  | chưa hoàn thành, hoàn thành (aorist) và hoàn thành tiếp diễn    | chưa hoàn thành, và hoàn thành/aorist                                                                |
| Thức | thức trình bày, thức cầu khẩn, thức mệnh lệnh, và thức mong mỏi | thức trình bày, thức cầu khẩn, và thức mong mỏi (các lối khác có thể được dựng lên nhờ cấu trúc câu) |
| Thái | thái chủ động, trung gian, và thái bị động                      | thái chủ động, và thái "trung-bị động"                                                               |